# Кайсаров, Михаил Сергеевич
Михаил Сергеевич Кайсаров (1780 — 13 марта 1825) — русский поэт и переводчик.
Выходец из старинной, но небогатой дворянской семьи, брат А. С. Кайсарова и П. С. Кайсарова, в отрочестве был записан сержантом в Преображенский, а затем прапорщиком в Ярославский мушкетёрский полк. Учился в Московском университетском благородном пансионе (1797—1801), который окончил с отличием. С 1801 состоял членом Дружеского литературного общества, в том же году переехал в Петербург. Служил в Коллегии иностранных дел, канцеляриях нескольких министерств, в последние месяцы жизни был директором Департамента мануфактур и внутренней торговли. Стихи и переводы публиковал в пансионские годы в «Приятном и полезном препровождении времени» и в «Иппокрене». Позже печатал в пансионских сборниках переводные статьи за подписью М. К. Сделал первый полный русский перевод романа Л. Стерна «Жизнь и мнения Тристрама Шенди».
Умер в Петербурге от паралича, похоронен в Сергиевой Приморской пустыни.

### Поэзия
- Желания, опубл. 1797, ПППВ
- Престарелый лев, опубл. 1797, ПППВ
- Ошибка Эротова («Эрот однажды удивяся…»), опубл. 1797, ПППВ
- К Лизете, опубл. 1797, ПППВ
- К А. А. П. («Подобна розе ты прелестной…»), опубл. 1797, ПППВ, с. 256
- Победа Амурова